# 楊元太
楊元太（英語：Yang, Yuan Tai）（1939年—2024年2月12日），台灣陶藝家，出生於嘉義縣朴子，1959台北師範學校藝術科畢業，1965國立台灣藝專美術科雕塑組畢業，接受純藝術創作者的養成教育，接收各種藝術創作資訊，從西方的現代主義到中國師法自然的精神，最終決定以陶藝呈現最主要創作的型態。
師承於吳梅嶺，數次於梅嶺美術館舉辦個展。創作早期受到敦煌學家羅寄梅影響，製作仿古壁磚、佛像、唐俑，後持續雕術創作。

## 藝術
1965年，與藝術家李朝進、林嘉堂、石惠文等人組成《太陽畫會》，舉辦《太陽展》藝術聯展。展出地點：國立臺灣藝術教育館。
1981年2月，受邀在台北春之藝廊舉辦第一次個展。
2000年，嘉義縣縣長翁章梁邀請於梅嶺美術館展出《大地的靈動》個展。
2020年，展出創作30週年紀念展《如如》，後有40週年展出，命名為『四十如如，四時如常』，可見禪修的精神。
藝術評價：
- 畫家秦松：「他的雕塑作品從古彩陶器吸取了很多優點，是極為前衛的概念」。[8]
- 李梅樹：「大學群畢業生自詡「太陽」過於高調狂狷」。[9]

創作理念：
- 站在大地上，我才能用土、火創作。[7]

## 典藏
桃園國際機場第一航廈，作品：《致台灣系列：山韻》

## 著作
《四十如如 四時如常：楊元太個展》（嘉義縣：嘉義縣文化觀光局出版，2021）
《大地的靈動 楊元太陶雕2000》（台北：舞陽美術出版，2000）